# Ladies Open Lausanne 2021
Ladies Open Lausanne 2021 byl profesionální tenisový turnaj ženského okruhu WTA Tour, který se odehrával na otevřených antukových dvorcích Tennis Clubu Stade-Lausanne. Probíhal mezi 12. až 18. červencem 2021 ve švýcarském Lausanne jako dvacátý osmý ročník turnaje. V roce 2020 se nekonal kvůli pandemii covidu-19. 
Turnaj s rozpočtem 235 238 dolarů se řadil do kategorie WTA 250. Nejvýše nasazenou hráčkou ve dvouhře se stala padesátá tenistka světa Tamara Zidanšeková. Jako poslední přímá účastnice do dvouhry nastoupila 201. hráčka žebříčku, Švýcarka Susan Bandecchiová.
Premiérový titul na okruhu WTA Tour získala Slovinka Tamara Zidanšeková, které po skončení poprvé patřilo 37. místo singlového žebříčku. Čtyřhru vyhrály Švýcarky Susan Bandecchiová se Simonou Waltertovou, které nastoupily do prvního deblového turnaje na túře WTA. Bodový zisk je ve světové klasifikaci čtyřhry posunul do první poloviny třetí stovky.

## Rozdělení bodů a finančních odměn

### Rozdělení bodů
| Soutěž  | vítězky | finalistky | semifinalistky | čtvrtfinalistky | 16 v kole | 32 v kole | Q  | Q1 |
| ------- | ------- | ---------- | -------------- | --------------- | --------- | --------- | -- | -- |
| dvouhra | 280     | 180        | 110            | 60              | 30        | 1         | 18 | 1  |
| čtyřhra | 280     | 180        | 110            | 60              | 1         | —         | —  | —  |

### Finanční odměny
| Soutěž                                | vítězky  | finalistky | semifinalistky | čtvrtfinalistky | 16 v kole | 32 v kole | Q1      |
| ------------------------------------- | -------- | ---------- | -------------- | --------------- | --------- | --------- | ------- |
| dvouhra                               | 29 200 € | 16 398 €   | 10 100 €       | 5 800 €         | 4 530 €   | 3 325 €   | 2 425 € |
| čtyřhra                               | 10 300 € | 6 000 €    | 3 800 €        | 2 300 €         | 1 750 €   | —         | —       |
| částky ve čtyřhře jsou uváděny na pár |          |            |                |                 |           |           |         |

## Ženská dvouhra

### Nasazení
| Stát                           | Hráčka             | WTA | Nasazení |
| ------------------------------ | ------------------ | --- | -------- |
| Slovinsko                      | Tamara Zidanšeková | 47. | 1.       |
| Francie                        | Fiona Ferrová      | 51. | 2.       |
| Švýcarsko                      | Jil Teichmannová   | 55. | 3.       |
| Itálie                         | Camila Giorgiová   | 62. | 4.       |
| Francie                        | Caroline Garciaová | 76. | 5.       |
| Nizozemsko                     | Arantxa Rusová     | 84. | 6.       |
| Itálie                         | Jasmine Paoliniová | 88. | 7.       |
| Rusko                          | Anna Blinkovová    | 89. | 8.       |
| Žebříček WTA k 28. červnu 2021 |                    |     |          |

### Jiné formy účasti
Následující hráčky obdržely divokou kartu do hlavní soutěže:
- Alycia Parksová
- Tess Sugnauxová
- Simona Waltertová

Následující hráčky nastoupily pod žebříčkovou ochranou:
- Alexandra Dulgheruová
- Mandy Minellaová

Následující hráčky postoupily z kvalifikace:
- Lucia Bronzettiová
- Ulrikke Eikeriová
- Valentini Grammatikopoulou
- Astra Sharmaová

### Odhlášení
před zahájením turnaje
- Sorana Cîrsteaová → nahradila ji  Maryna Zanevská
- Alizé Cornetová → nahradila ji  Francesca Di Lorenzová
- Katarzyna Kawaová → nahradila ji  Alexandra Dulgheruová
- Ljudmila Samsonovová → nahradila ji  Clara Burelová
- Sloane Stephensová → nahradila ji  Mandy Minellaová
- Martina Trevisanová → nahradila ji  Marina Melnikovová

## Ženská čtyřhra

### Nasazení
| Stát                                                                          | Hráčka             | Stát       | Hráčka                | WTA  | Nasazení |
| ----------------------------------------------------------------------------- | ------------------ | ---------- | --------------------- | ---- | -------- |
| Rusko                                                                         | Anna Blinkovová    | Německo    | Anna-Lena Friedsamová | 116. | 1.       |
| Švýcarsko                                                                     | Jil Teichmannová   | Slovinsko  | Tamara Zidanšeková    | 170. | 2.       |
| Japonsko                                                                      | Eri Hozumiová      | Čína       | Čang Šuaj             | 180. | 3.       |
| Polsko                                                                        | Katarzyna Piterová | Nizozemsko | Arantxa Rusová        | 200. | 4.       |
| Žebříček WTA k 28. červnu 2021; číslo je součtem umístění obou členek dvojice |                    |            |                       |      |          |

### Jiné formy účasti
Následující páry obdržely divokou kartu do čtyřhry:
- Susan Bandecchiová /  Simona Waltertová
- Carole Monnetová /  Gabriella Priceová

Následující pár nastoupil z pozice náhradníka:
- Elena Bogdanová /  Alexandra Dulgheruová

### Odhlášení
před zahájením turnaje
- Akgul Amanmuradovová /  Valentina Ivachněnková → nahradily je  Valentina Ivachněnková /  Jesika Malečková
- Anna Blinkovová /  Anna-Lena Friedsamová → nahradily je  Elena Bogdanová /  Alexandra Dulgheruová
- Vivian Heisenová /  Oxana Kalašnikovová → nahradily je  Mandy Minellaová /  Stefanie Vögeleová

v průběhu turnaje
- Katarzyna Piterová /  Arantxa Rusová
- Jil Teichmannová /  Tamara Zidanšeková
- Francesca Di Lorenzová /  Astra Sharmaová

## Přehled finále

### Ženská dvouhra
- Tamara Zidanšeková vs.  Clara Burelová, 4–6, 7–6(7–5), 6–1

### Ženská čtyřhra
- Susan Bandecchiová /  Simona Waltertová vs.  Ulrikke Eikeriová /  Valentini Grammatikopoulou, 6–3, 6–7(3–7), [10–5]